# علي حسين خلف
علي حسين خلف (مواليد 31 أيار/مايو 1945 في قومية، قضاء بيسان، فلسطين - توفي في عمان في 12 شباط/فبراير 1996). 
لجأ مع عائلته إلى الأردن اثر النكبة سنة 1948 حيث عاش في إربد. انتقل إلى القاهرة للدراسة في جامعة عين شمس التي تخرج منها سنة 1968 وشغل منصب المعيد فيها من 1973 لغاية 1976.
ترأس تحرير جريدة أكتوبر اليمنية في عدن من 1970 لغاية 1972 ثم القسم الثقافي في مجلة الحرية الصادرة في بيروت من سنة 1976 لغاية 1980.
أسس دار ابن رشد للنشر والتوزيع في عمان سنة 1983.

## مؤلفاته
- القصة:

1. خذوني إلى بيسان، دار ابن رشد، بيروت، 1977.
2. الصهيل، ط1، اتحاد الكتّاب الفلسطينيين، بيروت، 1981، ط2، دار الأسوار للطباعة والنشر، عكّا، 1981، ط3، رابطة الكتّاب الأردنيين، عمان، 1983.
3. الغربال، دار ابن رشد، عمان، 1983.
4. الحسّون يكشف السرّ/ قصّة للأطفال، دار ابن رشد، عمان، 1994.
5. مدن وغريب واحد، ط2، دار ابن رشد، عمّان، 1985، ط2، دار الحوار، اللاذقية، 1986.
6. ممر ضيق إلى سفوان، دار ابن رشد، عمان، 1993.
7. طيور الجنّة، المؤسّسة العربية للدراسات والنشر، بيروت، 1998.

- الرواية:

1. عصافير الشمال، دار ابن خلدون، بيروت، 1980. ط2، رابطة الكتّاب الأردنيين، دار الكرمل، 1997.
2. حافّة النهر، دار ابن رشد، عمّان 1989.
3. نجم المتوسّط، ط1، دار ابن رشد، عمان، 1993.

- الدراسات والمقالات:

1. حصار تلّ الزعتر: شهادات وتحليل، ط1، د.ن، بيروت، 1976، ط2، دار ابن رشد، عمّان، 1985.
2. توفيق عبد العال: الخطّ، اللون، التصميم، ط1، د.ن، بيروت، 1980، دار ابن رشد، عمّان، 1985.
3. أبو سلمى زيتونة فلسطين، ط1، اتحاد الكتّاب الفلسطينيين، بيروت، 1980,
4. فلسطيني في برلين شمالاً إلى بحر البلطيق، دار العودة، بيروت، 1982.
5. الحصار، يوميّات، بيروت 82 · وصدر عن دار ابن رشد، عمّان، 1983.
6. تجربة الشيخ عز ّالدين القسام، جـ1، دار ابن رشد، عمّان، 1984. ط2، دار الحوار، اللاذقية، 1986.
7. الحضارة الكنعانية والتوراة، المؤسسة العربية للدراسات والنشر، بيروت، 1999.

- من مراجع ترجمته:

1. رضوان (عبد اللّه): بالاشتراك مع محمد المشايخ، انطولوجيا عمان الأدبية، منشورات أمانة عمان الكبرى، 1999.
2. شاهين (عمر): موسوعة كتاب فلسطين في القرن العشرين، دائرة الثقافة، منظمة التحرير الفلسطينية، 1992.
3. المشايخ (محمد): الأدب والأدباء والكتّاب المعاصرون في الأردن، مطابع الدستور التجارية، عمان، 1989.

## روابط ذات صلة
موقع مجلة الحرية